# 乐浪市场
乐浪市场（：／；原名统一市场，：／）位于朝鲜平壤，为当地最大和最知名的集市。这座双层室内市场入驻有约2200家摊贩，出售农产品、鱼类、食品、衣服和电器——包括奢侈品和冒牌货。构成市场的每三个部分都有外汇和美食广场等服务。该市场于2003年对外开放，时任朝鲜最高领导人金正日下达指示将既有的农贸市场合并为大型市场。
与该国大多数的市场不同，统一市场从街上清晰可见，游客亦可进入。除了游客，因产品售价偏高，该市场的主要受众是当地的精英。一个非官方的市场就在它旁边。

## 历史
2003年3月，朝鲜最高领导人金正日指示将农贸市场合并为更大的单位。当年5月3日，朝鲜内阁颁布第二十四号令，其中第2条要求建立统一市场以“为全国树立榜样”。统一市场于9月1日开业。自2006年以来，虽然外国游客仍可进入，但访问受限。2009年，政府一度关闭包括统一市场在内的所有平壤大型官方集市数周，居民在此期间需要依靠非正规经济。

## 产品与服务
统一市场位于平壤，靠近乐浪站，位于平壤南部郊区的统一街旁。
统一市场是平壤最大、最著名的市场。该市场设1500个展位，总占地面积6,000平方（65,000平方英尺）。这是一个室内市场，并且该市场为两层，与其他朝鲜市场不同。市场约有2200间商家入驻， 他们支付约合30美元的初始注册费和每次使用他们的摊位时的固定费用。市场销售三类产品：农渔产品、食品和服装、金属器皿。电视机、 鹌鹑和火雞等异国食品、以及香蕉和菠萝等进口水果也在出售。此外还出售包括外国香水在内的假冒产品。许多妇女从事小贩工作。二楼的每个区域都有一个办公室和货币兑换处——以及一个与之相连的美食廣場。由朝鲜贸易银行经营的外汇亭不定期在此提供服务。市场设有汽车和自行车停车场。
市场上挤满了顾客。价格以朝鮮圓计，讨价还价是家常便饭。一些商品的价格与中国几无差异，蔬菜略贵，但海鲜和衣服一般更为便宜。但如果与朝鲜人的平均收入相比，也不太便宜。例如，在统一市场，菠菜售一千朝鲜圆，是当地农村的五十倍。由于市场货源充足，虽然产品质量相同，但仍有不少人认为统一市场出售的东西是精品。然而，它的客户群主要是外国游客和国内精英。该市场对外国游客开放，许多在平壤的外交官都在此购物。室内严禁拍照。平壤科學技術大學客座教授帕梅拉·布莱恩特是一位外国人，她声称她下属的一名教员因违反规定而使其他教员被連坐，禁止进入统一市场三个月。
与大多数其他市场不同，统一市场从街道上清晰可见，其独特的白色墙壁和蓝色屋顶。 与朝鲜的黑市相比，统一市场是朝鲜的官方市场。然而，它附近有一个非官方的“青蛙市场”，之所以如此命名，是因为如果查缉者出现，铺主会像青蛙一样“逃亡”。据每日朝鲜采访的一位供应商称，“路边摊的尺寸约合50厘米×50厘米。还有约两千人在市场外卖东西...统一市场的商家都来自统一街，所以其他地区的商人不能在那里做生意。光是一个统一市场就有大约8000人[在做生意]。因为市场这么大，外地干部经常来买货。”